# Óscar Cristi

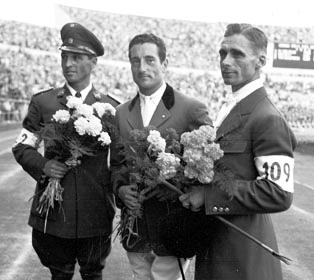
Óscar Cristi (a la izquierda) en los Juegos Olímpicos de 1952, junto a Pierre Jonquères d'Oriola y Fritz Thiedemann.

Óscar Cristi Gallo (Valparaíso, 26 de junio de 1916-San Fernando,
25 de marzo de 1965) fue un general de Carabineros y un jinete chileno que destacó por adjudicarse dos medallas olímpicas de plata en la competencia de salto ecuestre en los Juegos Olímpicos de Helsinki 1952.
Fue el primer deportista chileno en ganar dos medallas olímpicas. Por muchos años, fue el único chileno en ostentar esta condición hasta que en los Juegos Olímpicos de Atenas 2004 el tenista Nicolás Massú logró las primeras dos medallas de oro para Chile.

## Biografía
Fue hijo de Eduardo Cristi Prado y Rosa María Gallo Silva.
Sus inicios en la equitación fueron en el Regimiento de Caballería N°4 “Coraceros” de Viña del Mar, donde realizaba el servicio militar. En 1935 ingresa como Aspirante a la Escuela de Carabineros de Chile. Al año siguiente egresa con el grado de Subteniente, siendo destinado a la 5° comisaría de Aconcagua.

### Matrimonios e hijos
En 1937 se traslada a Iquique donde contrae matrimonio con María Marfil, con quien tiene cuatro hijos.Entre sus hijos se cuenta a la exdiputada María Angélica Cristi Marfil.

## Logros de jinete

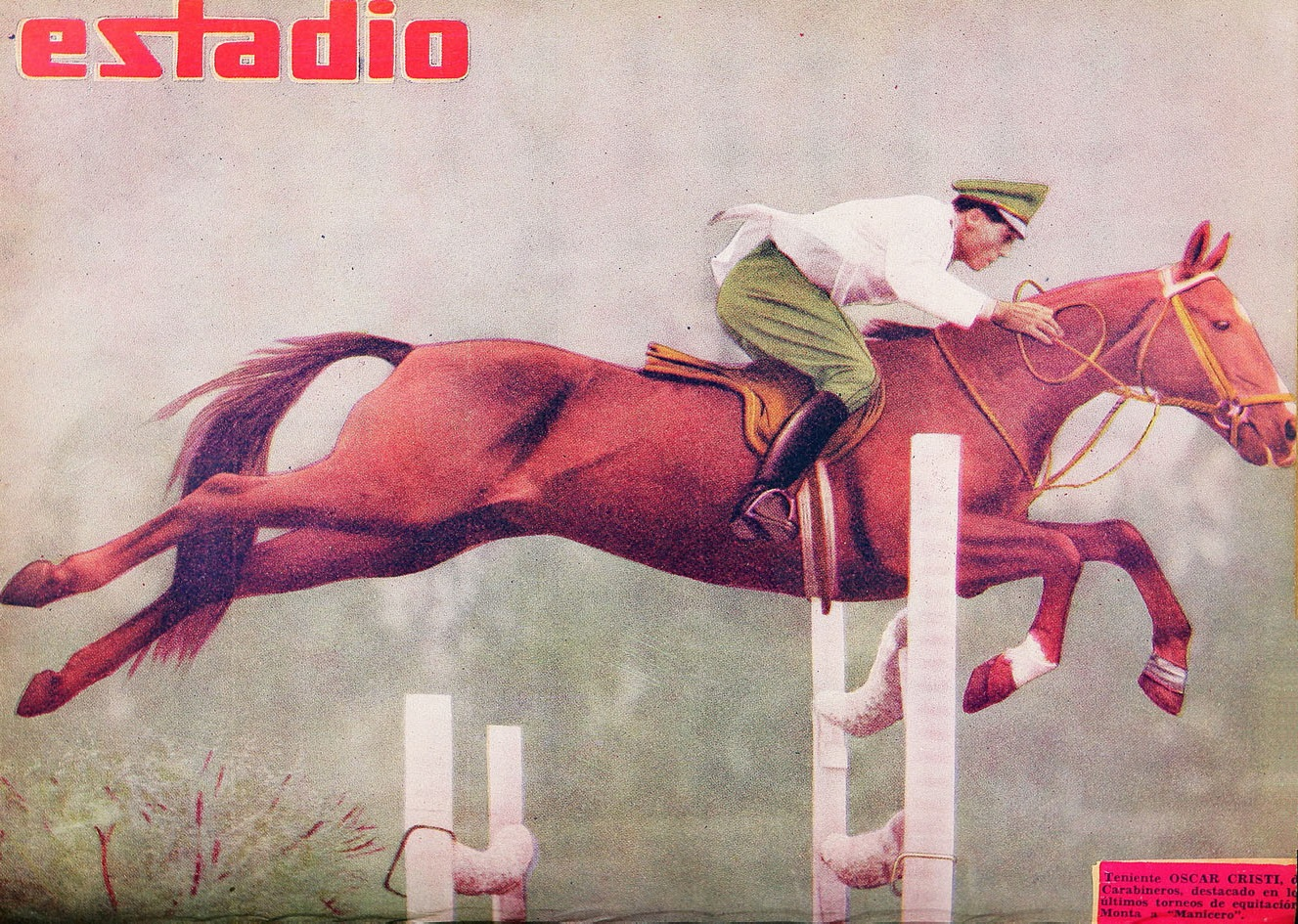
Oscar Cristi montando a Manicero (1948)

Comenzó a practicar equitación a principios de los años 1940. Su debut como jinete internacional fue en 1942 en un concurso sudamericano en Viña del Mar. Dos años más tarde alcanzó la categoría de Gran Maestro de Equitación.

### Títulos destacados
- Ganador de la prueba West Point en el Madison Square Garden de Nueva York en 1948.
- Fue ganador de múltiples pruebas latinoamericanas.
- Ganador de múltiples torneos en la gira preolímpica a Europa que incluyó victorias en Alemania, Italia y España.
- Medalla de plata individual de salto con obstáculos en los Juegos Olímpicos de Helsinki 1952.
- Medalla de plata por equipos de salto con obstáculos en los Juegos Olímpicos de Helsinki 1952.
- Medalla de bronce por equipos de salto con obstáculos en los Juegos Panamericanos de México 1955.
- Medalla de bronce por equipos de salto con obstáculos en los Juegos Panamericanos de Chicago 1959.

## Juegos Olímpicos
El camino a los Juegos de 1952 no fue fácil para este jinete. En esos tiempos la equitación como deporte relativamente recién comenzaba a practicarse en Chile. Para formar un buen equipo, el técnico Eduardo Yáñez realizó una serie de pruebas de alta exigencia a los mejores jinetes del país. Cristi, por entonces capitán de Carabineros, fue el único que superó todos los obstáculos y fue seleccionado junto al teniente César Mendoza y el capitán de Ejército Ricardo Echeverría. El también capitán de Ejército Alberto Larraguibel, quien 3 años antes había obtenido el récord mundial de salto alto, también estaba considerado en el equipo pero finalmente se lesionó en una gira por Europa.
Cuando el equipo chileno llegó a Finlandia no figuraba entre los favoritos ya que los caballos llegaron en pésimas condiciones debido al extenso traslado. Sin embargo rompió todos los pronósticos y junto a su caballo "Bambi" el 3 de agosto de 1952, conquistó la medalla de plata, siendo superado solo por el jinete francés Pierre Jonquères d'Oriola. En la competencia por equipos a Chile le fue bien ya que también alcanzaron la medalla de plata siendo superados por el equipo de Reino Unido.

## Muerte
El 25 de marzo de 1965, desempeñando el cargo de General Subdirector de Carabineros, falleció en un accidente automovilístico, en San Fernando. Actualmente muchas unidades de Carabineros tienen su nombre como homenaje. La más importante es la Escuela de Caballería de Carabineros del General Óscar Cristi Gallo.